# Peter Seiichi Shirayanagi

Wappen von Peter Seiichi Kardinal Shirayanagi

Peter Seiichi Kardinal Shirayanagi (jap. ペテロ 白柳 誠一, Petero Shirayanagi Seiichi; * 17. Juni 1928 in Hachiōji; † 30. Dezember 2009 in Tokio) war ein japanischer römisch-katholischer Geistlicher und Erzbischof von Tokio.

## Leben
Peter Seiichi Shirayanagi empfing nach einem Studium der Philosophie und der Katholischen Theologie an der Sophia-Universität in Tokio am 21. Dezember 1954 das Sakrament der Priesterweihe. Anschließend absolvierte er ein Aufbaustudium im Fach Kanonisches Recht und erlangte 1960 an der Päpstlichen Universität Urbaniana in Rom mit einer Dissertationsschrift zum Thema De systemate regionis missionalis in Iponia („Über das System der Missionsregion in Japan“) seine Promotion zum Dr. iur. can.
Am 15. März 1966 ernannte ihn Papst Paul VI. zum Titularbischof von Atenia und Weihbischof in Tokio. Die Bischofsweihe spendete ihm am 8. Mai 1966 der Apostolische Internuntius in Japan, Erzbischof Mario Cagna; Mitkonsekratoren waren Laurentius Satoshi Nagae, Bischof von Urawa, und Lucas Katsusaburo Arai, Bischof von Yokohama. Sein Motto war “Caritas Christi Urget Nos” (deutsch: „Die Liebe Christi drängt uns“).
Am 15. November 1969 wurde er zum Koadjutor in Tokio bestellt und zum Titularerzbischof von Castro di Puglia ernannt. Schließlich wurde Peter Seiichi Shirayanagi 1970 zum Erzbischof von Tokio ernannt. Er war Präsident der katholischen Bischofskonferenz von Japan von 1983 bis 1992.
Papst Johannes Paul II. nahm Peter Seiichi Shirayanagi 1994 als Kardinalpriester mit der Titelkirche Sant’Emerenziana a Tor Fiorenza in das Kardinalskollegium auf. Am 12. Juni 2000 nahm der Papst seinen altersbedingten Verzicht auf das Amt des Erzbischofs von Tokyo an. Er war Teilnehmer des Konklave 2005; 2008 erreichte Kardinal Shirayanagi die Altersgrenze und schied aus dem Kreis der zur Papstwahl wahlberechtigten Kardinäle aus.
Er starb im Altenpflegeheim der Jesuiten in Tokio an den Folgen eines Herzinfarktes und wurde am 4. Januar 2010 in der Kathedrale St. Marien in Tokio im Beisein von 19 Bischöfen und circa 180 Priestern sowie mehreren Tausend Gläubigen bestattet.

## Wirken
Peter Seiichi Shirayanagi engagierte sich als Oberhirte für die Umsetzung der Ergebnisse des Zweiten Vatikanischen Konzils, wobei ihm die Verbesserung der Zusammenarbeit von Priestern und Laien ein besonderes Anliegen war.
Er gründete die Kommission für Gerechtigkeit und Frieden der japanischen Bischofskonferenz. Er war langjähriger Vorsitzender der Kommission für soziales Engagement, die sich mit Fragen wie der Not von Flüchtlingen, der Grundlagenpolitik für ausländische Hilfe und der Kirche gegen die diskriminierende Gesetzgebung einsetzte. Auch initiierte er zahlreiche Initiativen zur Unterstützung der Kirche in Myanmar und in der VR China. Sein friedenspolitisches Engagement führte in Japan zur Einführung der seit 1983 jährlich stattfindenden Woche für den Frieden in Japan.
Der freundschaftlichen Verbindung zwischen den Erzdiözesen von Tokio und Köln verlieh er neue Impulse. Peter Seiichi Shirayanagi war seit 1963, dem Gründungsjahr, Ehrenmitglied und geistiger Begleiter der katholischen Studentenverbindung AV Edo-Rhenania zu Tokio, eine dem Cartellverband der katholischen deutschen Studentenverbindungen und insbesondere der A. V. Rheinstein zu Köln befreundete Verbindung.